# Livorno Ferraris
Livorno Ferraris là một đô thị ở tỉnh Vercelli trong vùng Piedmont thuộc Ý, có cự ly khoảng 40 km về phía đông bắc của Torino và khoảng 25 km về phía tây của Vercelli. Tại thời điểm ngày 31 tháng 12 năm 2004, đô thị này có dân số 4.427 người và diện tích là 58,1 km².
Livorno Ferraris giáp các đô thị: Bianzè, Cigliano, Crescentino, Fontanetto Po, Lamporo, Moncrivello, Saluggia, và Trino.